# Cnemaspis argus
Cnemaspis argus là một loài thằn lằn trong họ Gekkonidae. Loài này được Dring mô tả khoa học đầu tiên năm 1979.